# Jiří Opelík
Jiří Opelík (21. října 1930 Olomouc – 3. srpna 2024) byl český literární kritik, historik, editor a učitel.

## Biografie
Narodil se v rodině bankovního úředníka, po maturitě na gymnáziu studoval češtinu a němčinu na Univerzitě Palackého, byl žákem také Oldřicha Králíka a Pavla Trosta, absolvoval roku 1955 diplomovou prací Zakarpatské dílo Ivana Olbrachta. Poté byl asistentem na katedře bohemistiky v Olomouci a zároveň dva roky musel nuceně pracovat jako pomocný dělník ve slévárně. Titul kandidát věd získal za práci: Románové dílo Václava Řezáče. V roce 1992 se habilitoval na Filozofické fakultě Univerzity Palackého monografii Josef Čapek. Od roku 1954 publikoval své kritiky, články a studie v mnoha časopisech, pracoval v Ústavu pro českou literaturu v Praze, později začal též redigovat, pravidelně přispíval do Zpravodaje Společnosti bratří Čapků. Napsal mnoho předmluv a doslovů k českým dílům 20. století, kterými se celoživotně zabývá. Již na počátku své kariéry se etabloval jako lexikograf svým autorským a redakčním podílem na Slovníku českých spisovatelů. Věnoval se studiu některých autorů, obzvláště Olbrachta, Závady, Kainara, Mikuláška, Skácela, Strnadela, Kundery a Vaculíka.
Díla i autory soudil důkladnou analýzou tvaru a významového směřování, jako oponentovi ideologického hodnocení literatury mu byla kritériem přesnost pojmenování evokované skutečnosti, důslednost, nedůslednost či hranice spisovatelovy umělecké metody a míra autonomnosti jeho uměleckého světa. Oceňoval zejména díla směřující k intelektualizaci, k úvahovosti, analytičnosti a koncepčnímu pojetí reality, toto vše realizoval ve svém reprezentativním výboru ze svých kritik a to pojmenoval Nenáviděné řemeslo. Po počátku normalizace se vzdal literární kritiky a věnoval se literární historii, lexikografii a ediční činnosti. Podílel se spolu s J. Slavíkem na Lexikonu české literatury. V Opelíkově díle dominuje zájem o dílo bratří Čapků, vyniká jeho ediční počin výboru z literárněvědných prací Oldřicha Králíka (Osvobozená slova) a soubor poezie Jana Skácela.
Jiří Opelík byl jedním z vůdčích oponentů Ladislava Štolla. Tento nový proud v české kritice umožnil rozvoj méně dogmatické literatury, protože díky jejich činnosti došlo k oslabení moci Ladislava Štolla.

## Dílo
- Nenáviděné řemeslo, 1969
- Josef Čapek, monografie, 1980 (Melantrich), 2017 (Triáda) Archivováno 18. 6. 2020 na Wayback Machine.
- Josef Čapek, 1996 – s Jaroslavem Slavíkem
- Lehký harcovník. Antologie českého literárního eseje, 1986
- Milované řemeslo, 2000
- Holanovské nápovědy, 2004